# جنگ با پدربزرگ
جنگ با پدربزرگ (انگلیسی: The War with Grandpa) فیلمی در ژانر کمدی-درام به کارگردانی تیم هیل است که در ۲۳ فوریه ۲۰۱۸ از سوی واینستین کمپانی منتشر شده است.

## بازیگران
- رابرت دنیرو
- اوکس فگلی
- کریستوفر واکن
- اوما تورمن
- جین سیمور
- راب ریگل
- لورا مارانو
- چیچ مارین
- کالین فورد